# Eldorado (Ohio)

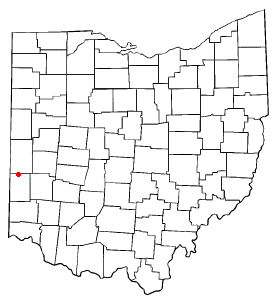
Eldorado na planie stanu Ohio

Eldorado – wieś w USA, w stanie Ohio, w hrabstwie Preble.
W roku 2010, 27,1% mieszkańców było w wieku poniżej 18 lat, 6,5% było w wieku od 18 do 24, 26,9% miało od 25 do 44 lat, 27,6% miało od 45 do 64, a 12% było w wieku 65 lat lub starszych. We wsi było 49,5% mężczyzn i 50,5% kobiet.
Liczba mieszkańców w 2010 roku wynosiła 509, a w 2012 wynosiła 505.